# Proechimys canicollis
Proechimys canicollis е вид бозайник от семейство Бодливи плъхове (Echimyidae).

## Разпространение
Видът е разпространен във Венецуела и Колумбия.